# Ruta 3 (Costa Rica)
La Ruta 3, oficialmente Ruta Nacional Primaria 3, coloquialmente Carretera San José-Orotina, es una ruta nacional de Costa Rica ubicada en las provincias de San José, Heredia y Alajuela.
Además popularmente se hace llamar "Por el Aguacate" debido a la cadena montañesa que la atraviesa.

## Descripción
Es una de las opciones para llegar de San José a cualquiera de las ciudades que comunica y viceversa. Empieza en la sección Autopista General Cañas de la Ruta 1, en el distrito La Uruca a la altura de la rotonda del puente Juan Pablo II, se conecta con la sección Autopista Bernardo Soto, también de la Ruta 1, en el cruce de Manolos, pasando por las ciudades de Atenas y de San Mateo donde continua con la sección Radial a San Mateo y termina en la Ruta 27, en Orotina.
En la provincia de San José, la ruta atraviesa el cantón de San José (el distrito de La Uruca).
En la provincia de Heredia, la ruta atraviesa el cantón de Heredia (los distritos de Heredia, Mercedes, San Francisco, Ulloa), el cantón de Belén (el distrito de La Ribera), el cantón de Flores (el distrito de Llorente).
En la provincia de Alajuela, la ruta atraviesa el cantón de Alajuela (los distritos de Alajuela, San José, Río Segundo, Desamparados, La Garita), el cantón de San Mateo (los distritos de San Mateo, Desmonte), el cantón de Atenas (los distritos de Atenas, Jesús, Concepción), el cantón de Orotina (el distrito de Orotina).